# Stadion Miejski Kimch’aek
Stadion Miejski Kimch’aek (ang. Kimchaek Municipal Stadium) – wielofunkcyjny stadion w północnokoreańskim mieście Kimch’aek, zazwyczaj używany do meczów piłki nożnej. Stadion może pomieścić 5000 kibiców.